# Teater Brunnsgatan Fyra

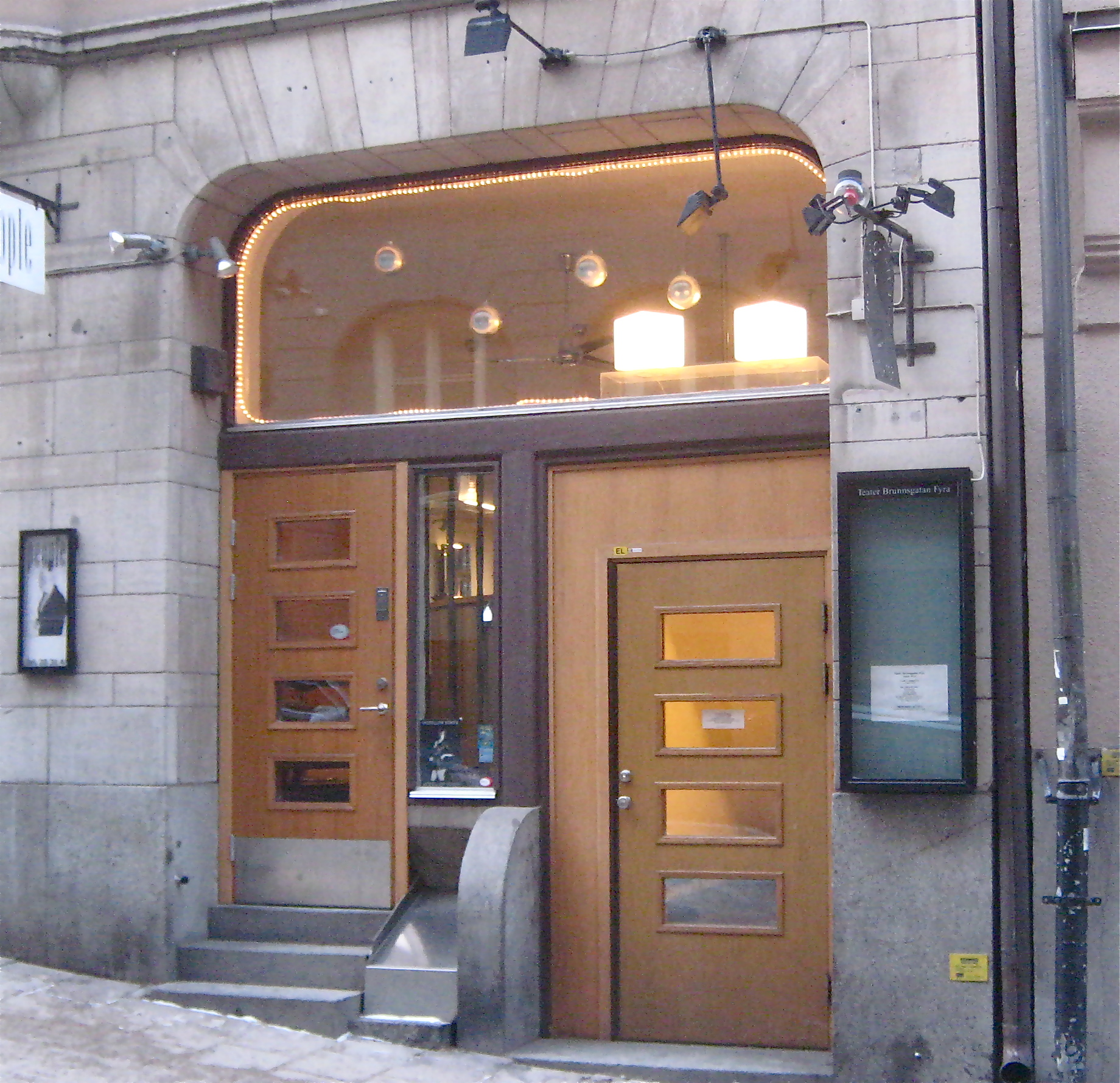
Entrén till teatern på Brunnsgatan 4. Den högra dörren tillhör teatern.

Teater Brunnsgatan Fyra är en privatteater vid Brunnsgatan 4 på Norrmalm i Stockholm. 

## Historik
Teatern startades 1986 av skådespelaren Allan Edwall. Efter hans bortgång 1997 drevs teatern vidare av Kristina Lugn. Sedan 2011 är det Lugns dotter Martina Montelius som driver teatern.
Allan Edwall ville ha en teater som fokuserade på klassiska texter, och dessa bearbetade han sedan själv för att de skulle passa på scenen. Oftast framfördes dessa som monologer. Bland de föreställningar som Edwall satte upp fanns Kung Oidipus av Sofokles, Doktor Glas av Hjalmar Söderberg, Kafkas Bättre utan hund och Den milda av Fjodor Dostojevskij.
Vid Edwalls bortgång 1997, då Kristina Lugn tillträdde som konstnärlig ledare, omvandlades teatern till en ideell förening. Kristina Lugn satte därefter upp flera av sina egna pjäser där, inklusive:
- Nattorienterarna
- Titta en älg
- Eskil Johanssons flyttfirma
- Begåvningsreserven
- Två solstrålar på nya äventyr
- Var är Holger, Harald och Herrman
- Gråt inte mer, Cecilia. Och inte du heller Ursula
- Katarina den Stora
- Jag har ett flygfotografi av kärleken
- Hoppas jag hinner hem
- Karlsson